# CB Cantabria Santander
CB Cantabria Santander (Club Balonmano Cantabria Santander) war ein spanischer Handballverein aus Santander (Landschaft Kantabrien). Bis zur Saison 2007/08 trat CB Cantabria in der spanischen Liga ASOBAL an.

## Geschichte
Der Club wurde 1975 als Grupo Deportivo Teka Santander aus den bereits bestehenden Clubs La Salle-Authi und Clubasa (Club Balonmano Santander) gegründet. Bereits 1983 stieg der Club in die Liga ASOBAL auf. Der Verein gehörte im Jahr 1984 zu den Gründungsmitgliedern der Asociación de Clubes Españoles de Balonmano und nahm 1984/85 das erst Mal am Europapokal der Pokalsieger teil. Ab dem gehörte Cantabria zu den absoluten Topteams in Europa, 1993 gewann man den EHF-Pokal sowie 1990 und 1998 den Europapokal der Pokalsieger.
Bereits 1994 drohte dem Club allerdings der finanzielle Bankrott: Der bisherige Hauptsponsor TEKA zog sich zurück und sponserte fortan das Fußballteam von Real Madrid, sodass Santander im März allen Spielern die Vertragsauflösung anbot. Das gesamte Team hielt Santander geschlossen die Treue und gewann als Höhepunkt der Clubgeschichte die EHF Champions League 1994.
In den nächsten Jahren wurde dem Verein mit Finanzspritzen der Region Kantabrien geholfen; ab 1995 nannte man sich Caja Cantabria Santander. 1999 nahm der Club den Namen Club Balonmano Cantabria an; kurze Zeit später stieg auch die Firma TEKA wieder als Hauptsponsor ein. Nach einer kurzen Periode als Racing de Santander nennt der Verein sich heute Teka Cantabria.
Mit Beginn des neuen Jahrtausends wurde Cantabria zunehmend von anderen Clubs wie BM Ciudad Real und SDC San Antonio verdrängt. Zwar zog der Verein 2000 noch einmal ins Finale des Europapokals der Pokalsieger, trotzdem sank der Stern von Cantabria immer weiter, bis das Team 2007 – genauso wie ein weiterer Traditionsverein, Bidasoa Irún, sportlich in die 2. spanische Liga abstiegen war. Nur aufgrund des Lizenzrücktritts des finanziell angeschlagenen BM Altea und des damit frei gewordenen Startplatzes in der Liga war es Santander gestattet, in der Liga ASOBAL zu verbleiben. Im Jahr 2008 wurde der Verein aus finanziellen Gründen aufgelöst.

## Erfolge
- Spanischer Meister: 1992/93, 1993/94
- Sieger Copa del Rey de Balonmano: 1988/89, 1994/95
- Sieger Copa ASOBAL: 1990/91, 1991/92, 1996/97, 1997/98
- Sieger Spanischer Supercup: 1992/93, 1994/95
- EHF Champions League: 1993/94
- Pokal der Pokalsieger: 1989/90, 1997/98
- EHF-Cup: 1992/93
- IHF Super Globe 1997

## Bekannte Persönlichkeiten
- Talant Dujshebaev
- Alexander Tutschkin
- José Javier Hombrados
- Mateo Garralda
- Jaume Fort Mauri
- Andreas Rastner
- Marian Dumitru
- Malik Beširević
- Michail Iwanowitsch Jakimowitsch
- Nedeljko Jovanović
- Javier Cabanas
- Dragan Mladenović
- Juan Francisco Muñoz Melo
- Mats Olsson
- Emilio Alonso Río (Trainer 1991–1993)
- Javier García Cuesta (Trainer 1987–1989 und 7/1993–12/1993)
- Julián Ruiz (Trainer 1/1994–1997)